# Guy Lavaud
Pour les articles homonymes, voir Lavaud.
Compléments
Fondateur de la revue Yggdrasil (1936-1941)
Guy Lavaud (Terrasson, 1883 - Saint-Germain-en-Laye, 1958) est un poète symboliste français.
Parallèlement à une brillante carrière administrative, Guy Lavaud publia du début des années 1900 à la fin des années 1940 une quinzaine de recueils où s'expriment sa sensibilité symboliste. Son style se caractérise par sa clarté et sa concision. On trouve son nom associé aux principales aventures poétiques de son temps, comme Vers et Prose de Paul Fort ou Le Divan d'Henri Martineau ; il cofonde la revue Yggdrasil (1936-1941) avec Raymond Schwab.

## Œuvres
- La Floraison des eaux, L'Occident, 1907.
- Du Livre de la mort, La Phalange, 1908.
- Des fleurs, pourquoi..., Riéder, 1910.
- Sur un vieux livre de marine, Les Marges, 1918.
- Imagerie des mers, Émile-Paul, 1919. Édition bibliophilique enrichie de 22 lithographies originales de Jean Chapin, Yves de la Casinière maître-imprimeur, Éditions Yggdrasill, Paris, 1946.
- Marines, Le Divan, 1922.
- Sous le signe de l'eau, Garnier, 1927.
- Géographie, Éditions des Îles de Lérins, 1930.
- Poétique du ciel, Émile-Paul, 1927.
- Esquisse d'un poème, Lejay, 1942.
- France, La Rose des Vents, 1942.
- Puisque tout passe, Émile-Paul, 1944.
- Marseillaise reviens !, Jean-Renard, 1944.
- Confidences des fleurs, Sorlot, 1945.
- Climat du soir, Émile-Paul, 1948.
- Art poétique, Émile-Paul, 1956.
- Quinze poèmes, Artisan du Livre, 1957.
- Choix de Poèmes, L'Amitié par le Livre, 1983.